# Sericochroa ceruroides
Sericochroa ceruroides är en fjärilsart som beskrevs av Walker 1862. Sericochroa ceruroides ingår i släktet Sericochroa och familjen tandspinnare. Inga underarter finns listade i Catalogue of Life.

## Bildgalleri

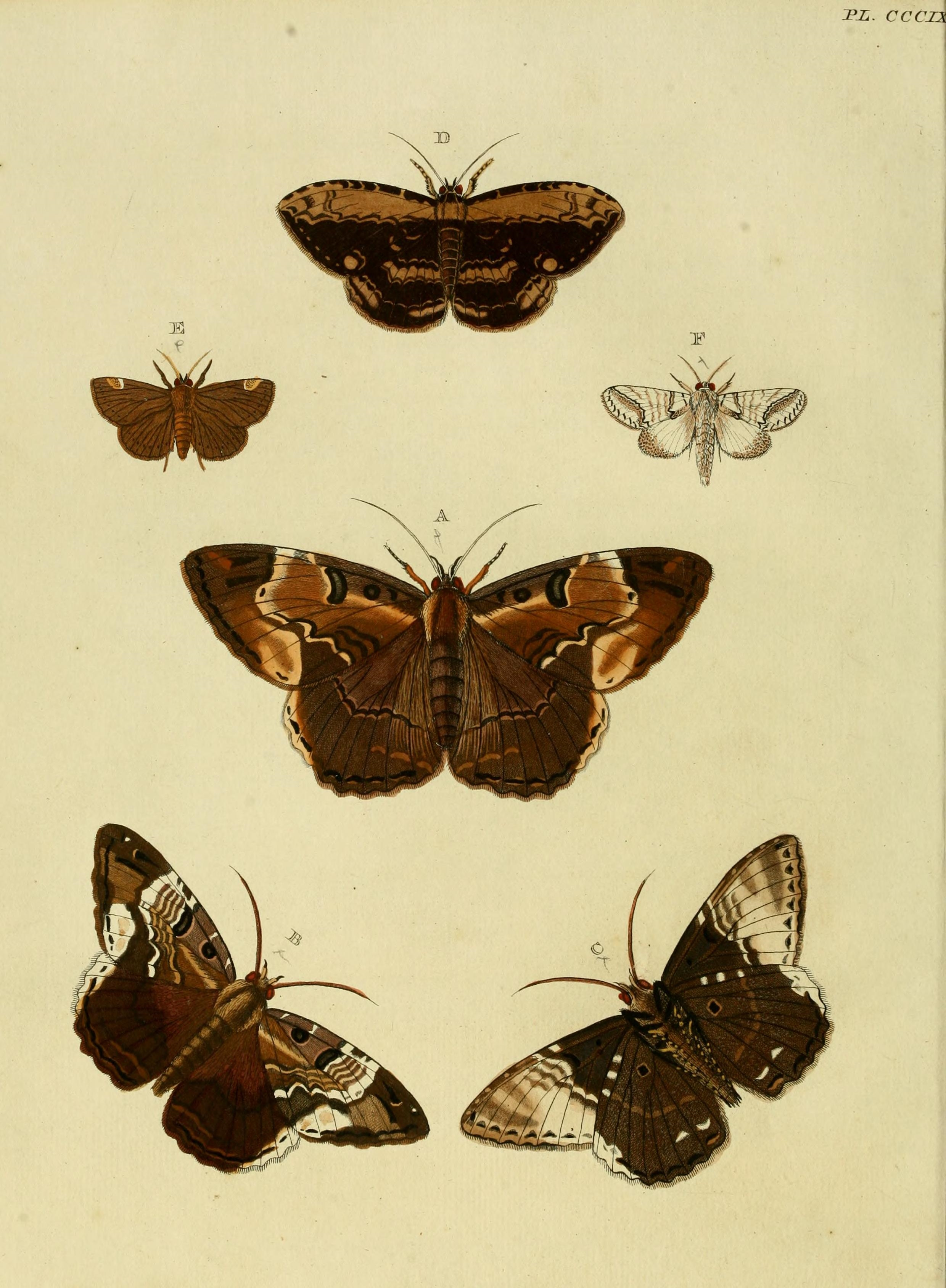